# 交換條件
交換條件（拉丁語：quid pro quo，字面意思是“以物换物”、對價關係），是拉丁語法學詞彙，指為達到某些目的或得到某些物品或服務所付出的代價。
在美國勞工法，如果上司以性關係作為對下屬升遷安排的「交換條件」，便足以構成交換條件式的性騷擾。政治人物收受政治獻金，當選後對捐獻者作出某些有利的行為，這交換條件在某些地區會被視作賄賂。